# Karl III. Wilhelm (Baden-Durlach)

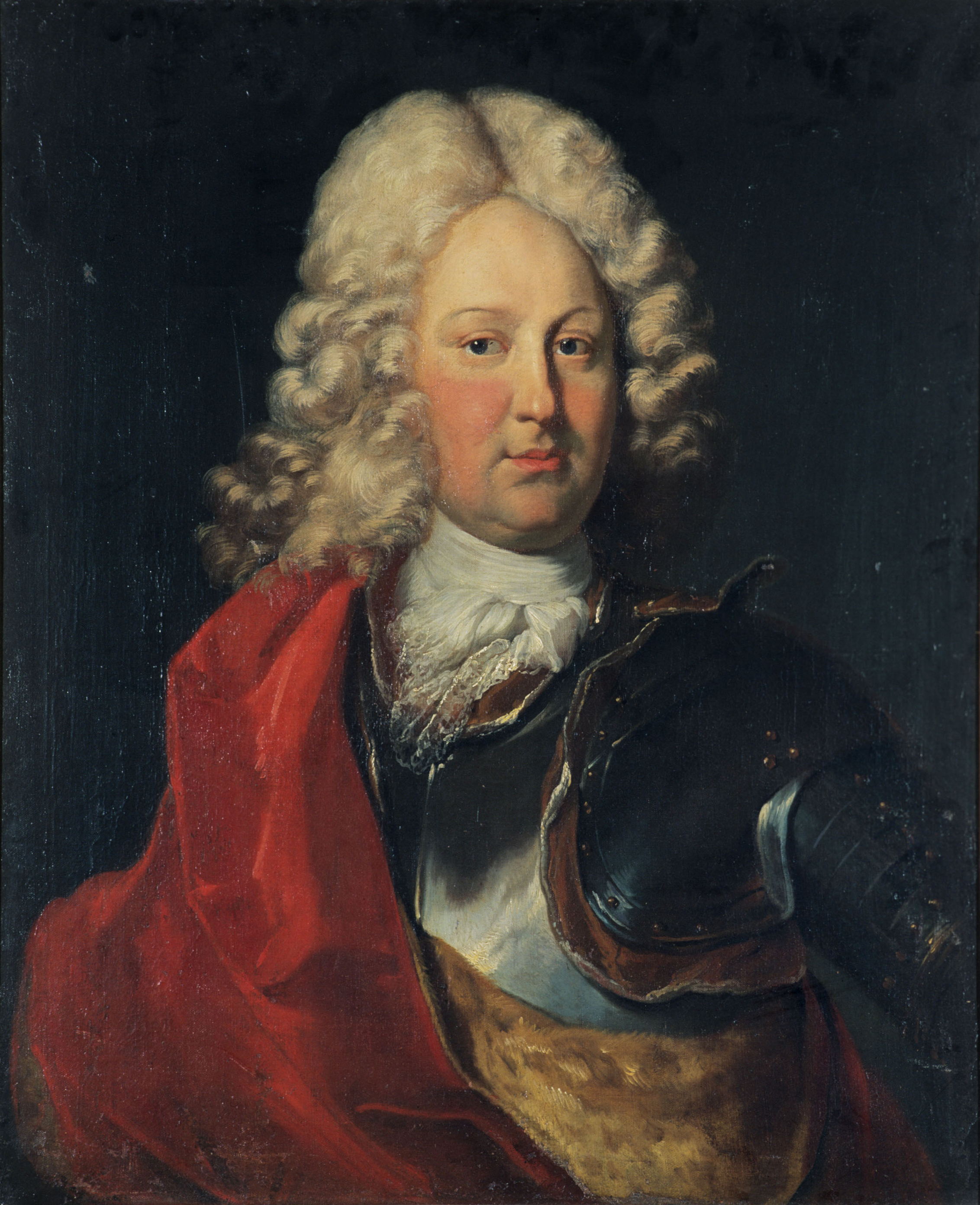
Markgraf Karl III. Wilhelm von Baden-Durlach, Gemälde von Johann Rudolf Huber, 1710

Markgraf Karl III. Wilhelm von Baden-Durlach (* 17. Januarjul. / 27. Januar 1679greg. in Durlach; der Geburtstag wurde später am 28. Januar gefeiert; † 12. Mai 1738 in Karlsruhe) regierte die Markgrafschaft Baden-Durlach von 1709 bis 1738 als absoluter Herrscher. Er gründete 1715 die Stadt Karlsruhe und verlegte dorthin die Residenz der Markgrafschaft. Mit der Sanierung der Staatsfinanzen und der Schaffung einer zuverlässigen Verwaltung legte er die Grundlagen für die Reformpolitik seines Enkels Karl Friedrich.

## Leben bis zum Herrschaftsantritt (1679–1709)

### Herkunft und Pfälzischer Erbfolgekrieg

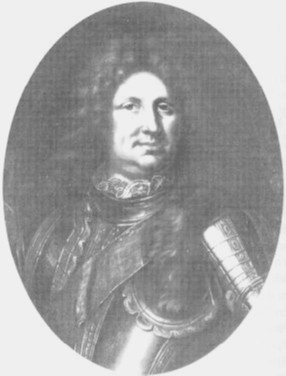
Der Vater: Markgraf Friedrich VII. Magnus von Baden-Durlach (Öl-Gemälde 1775)
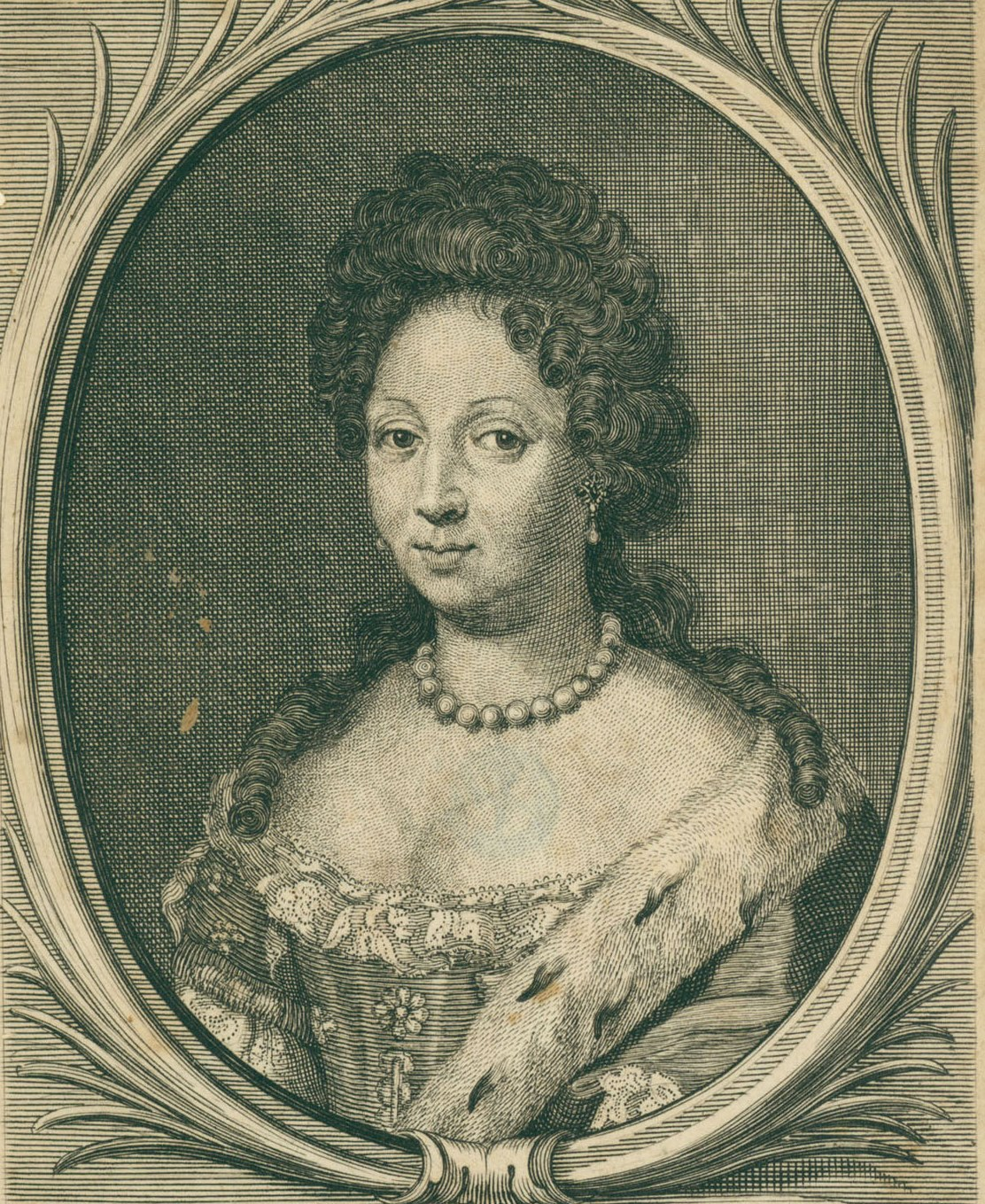
Die Mutter: Augusta Maria von Schleswig-Holstein-Gottorf

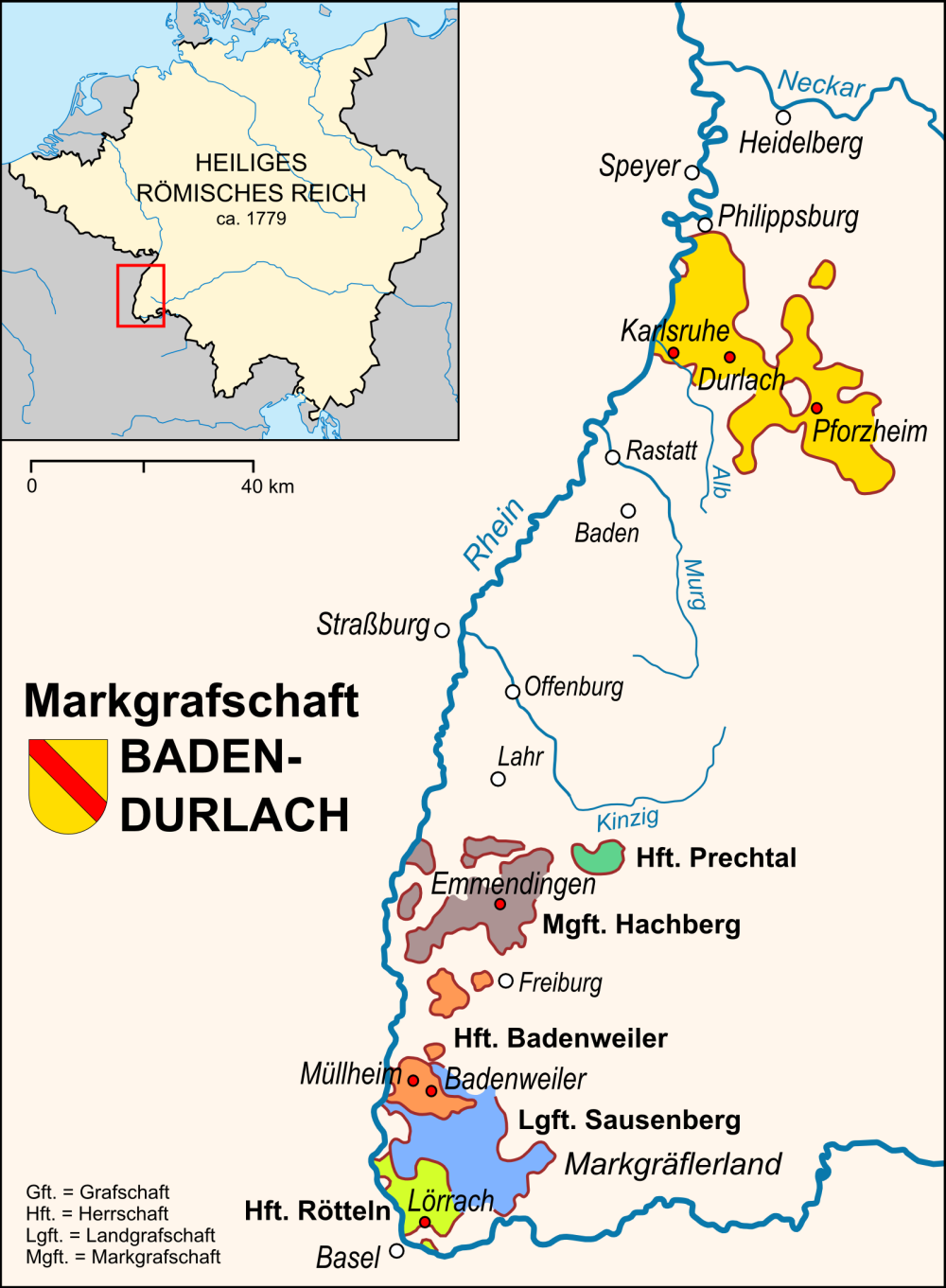
Karte: Territorien der Markgrafschaft Baden-Durlach unter Markgraf Karl III. Wilhelm

Karl Wilhelm wurde am 27. Januar 1679 in der Residenzstadt Durlach geboren. Er war das sechste Kind des Markgrafen Friedrich VII. Magnus von Baden-Durlach und der Markgräfin Augusta Maria von Schleswig-Holstein-Gottorf. Da sein älterer Bruder Friedrich Magnus bereits 1672 im Alter von 42 Tagen gestorben war, war Karl Wilhelm von Geburt an als Erbprinz dazu bestimmt, die Nachfolge seines Vaters in der Markgrafschaft Baden-Durlach anzutreten. Von den acht Schwestern wurden nur drei erwachsen. Drei waren schon vor seiner Geburt gestorben. Der einzige jüngere Bruder, Christoph von Baden-Durlach, starb bereits 1723.
Die Markgrafschaft war ein typischer Kleinstaat des Heiligen Römischen Reiches, in dem etwa 40 000 Untertanen lebten. In den beiden einzigen nennenswerten Städten, Pforzheim und Durlach, hatte sich kein selbstbewusstes Bürgertum entwickelt. Die Landstände als Vertretungsorgan des badischen Adels und Klerus wurden bereits 1668 von seinem Großvater Friedrich VI. entmachtet. Damit bestanden günstige Voraussetzungen für die Etablierung des Absolutismus, der noch die Herrschaftspraxis Karl Wilhelms kennzeichnen sollte.
Die Kindheit Karl Wilhelms wurde durch den sogenannten Pfälzischen Erbfolgekrieg (1688–1697) überschattet. Schon zuvor in den 70er und 80er Jahren des 17. Jahrhunderts, mitten im Frieden, hatte der französische König Ludwig XIV. zum Heiligen Römischen Reich gehörende Territorien im Elsass und nördlich von Lothringen bis zur Eifel dem französischen Königreich einverleibt. Im Regensburger Waffenstillstand von 1684 hatte Kaiser Leopold I. die französischen Eroberungen auf 20 Jahre anerkannt. Mit dem erneuten Waffengang, dem Pfälzischen Erbfolgekrieg, wollte Ludwig XIV. vom Kaiser die dauerhafte Anerkennung seiner Eroberungen erzwingen. Unter Berufung angeblicher Erbansprüche seiner Schwägerin Liselotte von der Pfalz unternahm Ludwig XIV. einen Feldzug gegen das Heilige Römische Reich. Im November 1688 floh Karl Wilhelm mit seiner Familie vor den französischen Truppen ins Exil nach Basel.

### Erziehung (1688–1690)

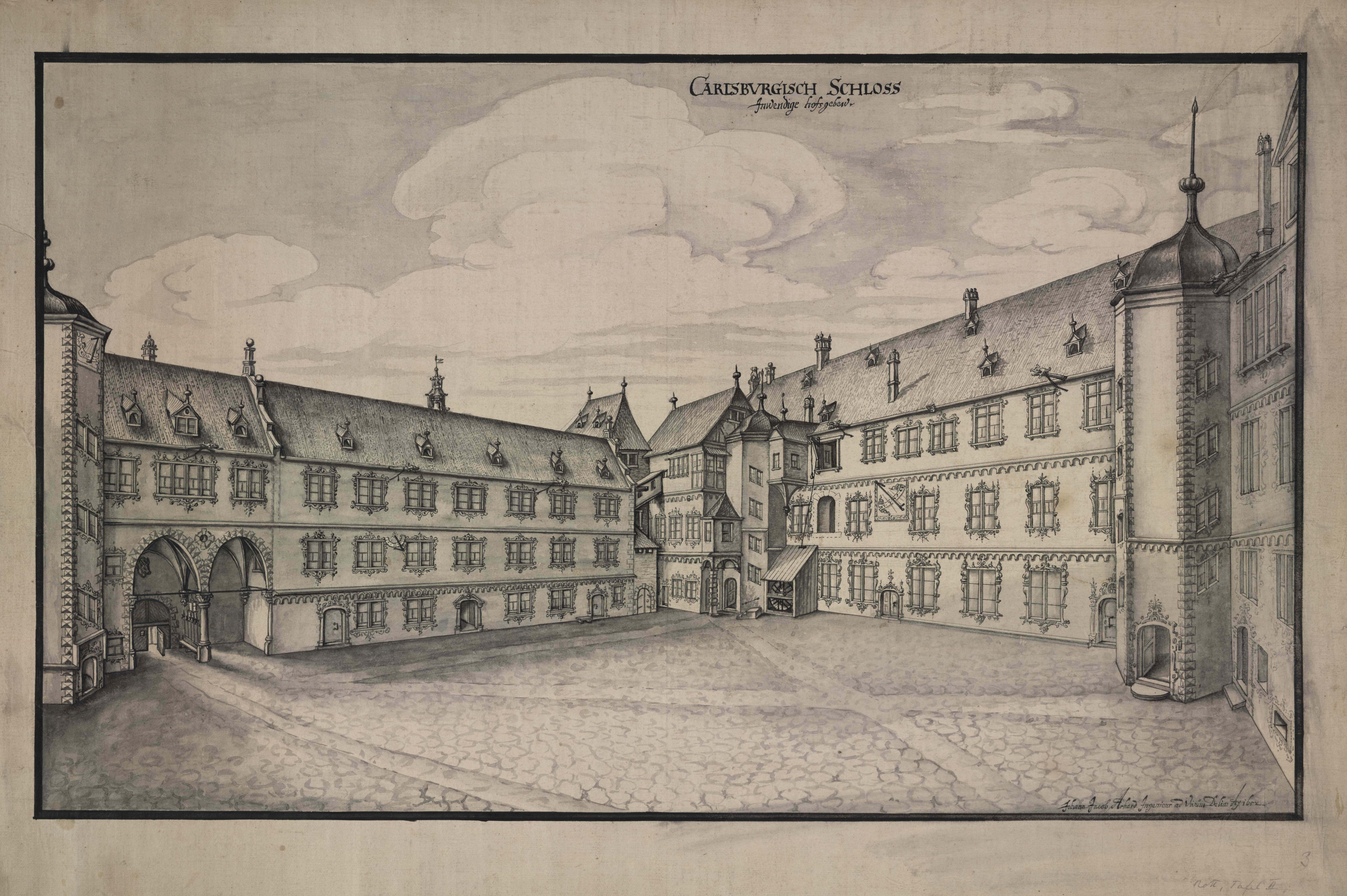
Die Residenz vor der Zerstörung: Ansicht von Schloss Karlsburg in Durlach

In Basel hielt sich die Familie des Markgrafen für zehn Jahre auf. Karl Wilhelm erhielt auf Befehl des Vaters eine eigene Hofhaltung und Erzieher. Sie sollten Karl Wilhelm auf die Regierungsgeschäfte vorbereiten. Von einem zukünftigen Reichsfürsten des späten 17. Jahrhunderts wurden vor allem drei Qualitäten erwartet; 1. Kenntnisse in den Gesellschaftswissenschaften/Sprachen, 2. Frömmigkeit und 3. die Beherrschung höfischer Umgangsformen. Für den erst genannten Bereich, zu dem Geschichte, Jura, Latein und Französisch gehörten, war der Hauslehrer Johann Wilhelm Marcktrenker zuständig, der für seine Lehrtätigkeit freie Kost und Logis am markgräflichen Hof genießen konnte. Für den als zweites genannten Bereich war der lutherische Theologe Karl Lemke verantwortlich. Der Hofmeister und Hofrat Johann Bernhard von Gemmingen unterrichtete Karl Wilhelm unter anderem im Reiten, Fechten und Tanzen. Diese Fähigkeiten waren für ein repräsentatives Auftreten im Barockzeitalter unverzichtbar, da sie zugleich den Rang des Fürsten widerspiegelten.

### Grand Tour (1690–1695)

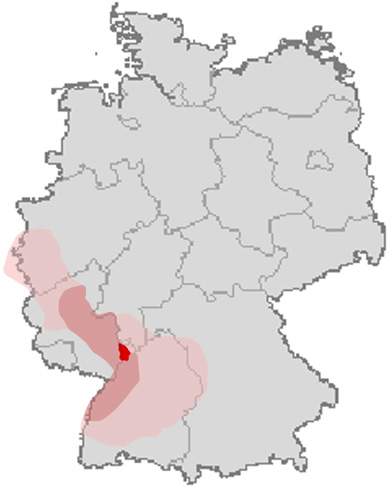
Kampfgebiete im Pfälzer Erbfolgekrieg: visualisiert auf die heutigen deutschen Grenzen

Zunächst erhielt Karl Wilhelm Privatunterricht an der Universität Genf, wo er jedoch nicht lange bleiben konnte. Da die Dynastie mit Karl Wilhelm und Christoph nur über zwei männliche Nachkommen verfügte, war ihr Fortbestand bedroht, sollte Karl Wilhelm im Pfälzischen Erbfolgekrieg als Feldherr fallen. Um Karl Wilhelm vom Kriegsgeschehen, das immer näher an Genf rückte, fernzuhalten, schickte der Markgraf seinen Sohn auf Studien- und Bildungsreisen ins Ausland. Das erste Ziel war die Republik der  Vereinigten Niederlande, die Ende des 17. Jahrhunderts wegen ihrer Handelsgesellschaften eine wirtschaftliche Vormachtstellung in Europa ausübte. Karl Wilhelm hielt sich zwei Jahre in Holland auf, vor allem in der Universitätsstadt Utrecht, wo ihn Professoren Privatunterricht in Jura und Geschichte erteilten. In die Residenz nach Durlach konnte Karl Wilhelm noch nicht zurückkehren: Am 16. August 1689 hatten französische Truppen Stadt und Schloss niedergebrannt. Von den Niederlanden aus reiste Karl Wilhelm zuerst nach England und dann zur Verwandtschaft nach Schweden sowie nach Italien (1695). Diese obligatorischen Reisen junger Erbprinzen zu den bedeutendsten Fürstenhöfen Europas werden als Grand Tour bezeichnet und dienten dazu die Zugehörigkeit zum Hochadel zu demonstrieren. Diesem Ziel, dem eigenen Rang nach außen Ausdruck zu verleihen, sollte Karl Wilhelm mit seinen Besuchen beim englischen und schwedischen Königshof nachkommen. Durch sein vornehmes Auftreten trug er so dazu bei, die dynastischen Verbindungen nach London und Stockholm zu festigen. Eine Rückkehr in die zerstörte Residenzstadt Durlach wurde erst mit dem Frieden von Rijswijk von 1697 möglich, der den Pfälzischen Erbfolgekrieg zwischen dem Königreich Frankreich und dem Heiligen Römischen Reich beendete.

### Heirat (1697)

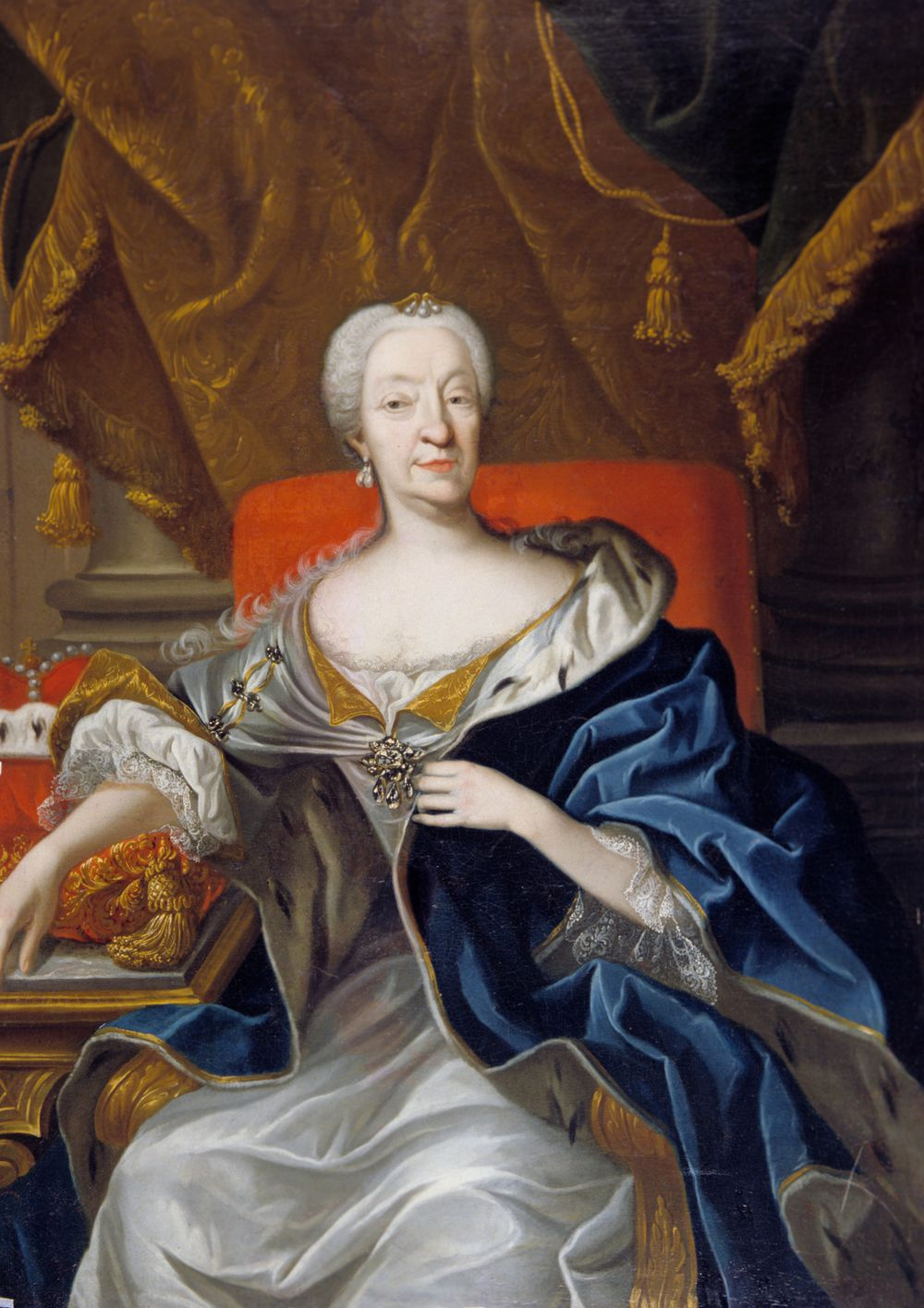
Die Ehefrau: Magdalena Wilhelmine

Im Jahr 1696 erreichte Karl Wilhelm mit 17 Jahren ein heiratsfähiges Alter. Seine Eltern arrangierten am 27. Juni 1697 vertraglich eine Hochzeit mit Magdalena Wilhelmine von Württemberg (* 7. November 1677; † 30. Oktober 1742). Magdalena Wilhelmina war die Tochter des württembergischen Herzogs Wilhelm Ludwig. Die Heirat war somit von hoher politischer Bedeutung: Geographisch grenzte das Herzogtum Württemberg an die Markgrafschaft Baden-Durlach, sodass die territoriale Stellung der Markgrafen im Süden des Heiligen Römischen Reiches gestärkt wurde. Zudem gehörten sowohl Karl Wilhelm als auch Magdalena Wilhelmine der protestantischen Konfession an. Beide Dynastien waren zudem durch eine über mehrere Jahrhunderte zurückreichende Heiratspolitik eng miteinander verbunden. Die Heirat sollte also auch das traditionelle Bündnis zwischen Baden-Durlach und Württemberg aufrechterhalten, vor allem aber einen weiteren Thronfolger ermöglichen, der den Fortbestand von Baden-Durlach garantierte. Die Hochzeit fand am 8. Juli 1697 im Alten Schloss in Stuttgart statt, das von der Zerstörung im Pfälzischen Erbfolgekrieg verschont geblieben war. Aus der Ehe gingen folgende Kinder hervor:
- Karl Magnus (* 21. Januar 1701; † 12. Januar 1712), Erbprinz von Baden-Durlach
- Friedrich (* 7. Oktober 1703; † 26. März 1732), Erbprinz von Baden-Durlach
- Auguste Magdalene (* 13. November 1706; † 25. August 1709)

Das Verhältnis zwischen Karl Wilhelm und Magdalena Wilhelmine blieb distanziert, da er sich lieber seinen Mätressen zuwandte. Zur Zeit Karl Wilhelms war dies am Hof akzeptiert, da die offizielle Ehe politischen Zwecken diente und daher keine Liebesbeziehung war. Mätressen waren im 17. und 18. Jahrhundert an nahezu allen europäischen Höfen präsent. Allerdings fühlte sich Magdalena Wilhelmine durch diese Praxis derart verletzt, dass sie zeit ihres Lebens in Durlach wohnen blieb und nie in die spätere Residenzstadt Karlsruhe umzog.

### Militärische Laufbahn im Spanischen Erbfolgekrieg
Mit dem Ende von Karl Wilhelms Grand Tour und nach der Heirat hatte sein Vater keinen Vorwand mehr, ihn aus dem Kriegsgeschehen herauszuhalten. Reichsrechtlich war der außenpolitische Handlungsspielraum der Markgrafen von Baden-Durlach ohnehin eingeschränkt. Der sogenannte Immerwährende Reichstag, die Versammlung der Reichsstände in Regensburg, beschloss im Jahr 1681 die Aufstellung eines Heeres zur Verteidigung des Heiligen Römischen Reiches gegen das Königreich Frankreich im Westen und das Osmanische Reich im Osten. Die Markgrafschaft Baden-Durlach war zur Aufstellung eines 400 Mann starken Kontingentes verpflichtet. Der Dienst als General bedeutete für Fürsten des späten 17. Jahrhunderts die Chance zum Erwerb von Ansehen für ihre jeweilige Dynastie. Obwohl Karl Wilhelm nie großes Interesse am Militär entwickelte, zwangen ihn gesellschaftliche Erwartungen und dynastische Erfordernisse letztlich in die Position eines Generals. Karl Wilhelm besuchte 1694 das Feldlager der Reichsarmee für die Belagerung von Casale Monferrato im Piemont. Kurz darauf wurde er ehrenhalber zum Obristen der kaiserlichen Reichsarmee ernannt. Eine wirklich bedeutende Führungsfunktion im Militär sollte Karl Wilhelm jedoch im Unterschied zu Ludwig Wilhelm von Baden-Baden, dem sogenannten Türkenlouis, nie übernehmen. Karl Wilhelm blieb nur solange der Armee verbunden, solange sein Vater lebte.
Die Konfliktparteien im Spanischen Erbfolgekrieg

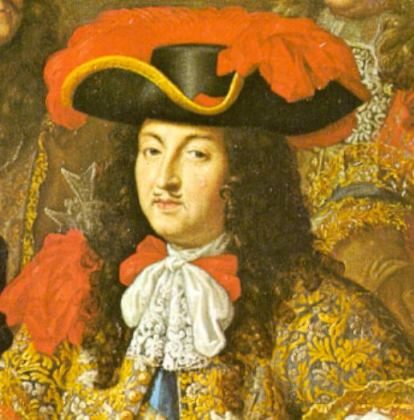
Ludwig XIV.  von Frankreich
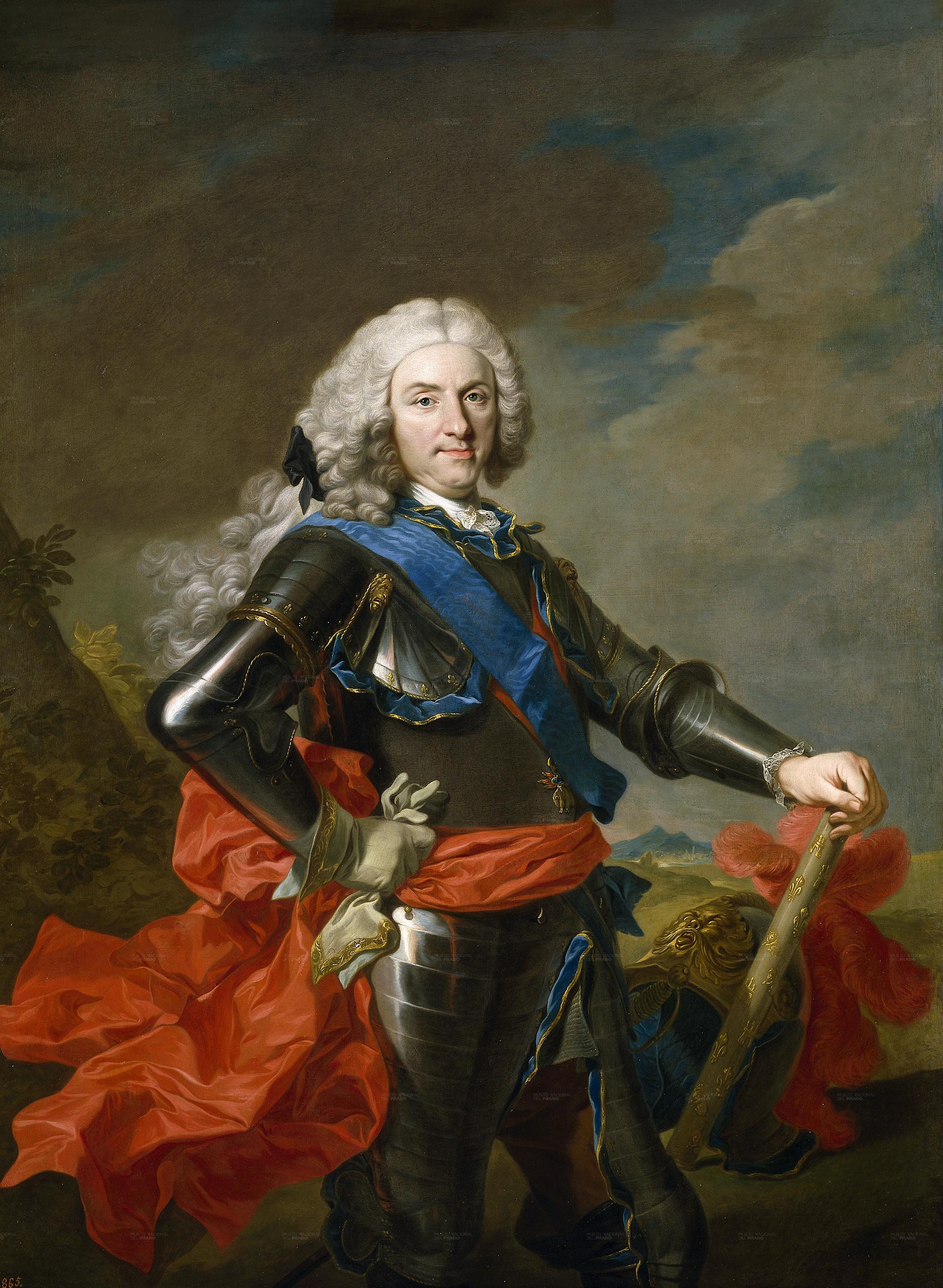
König Philipp von Spanien
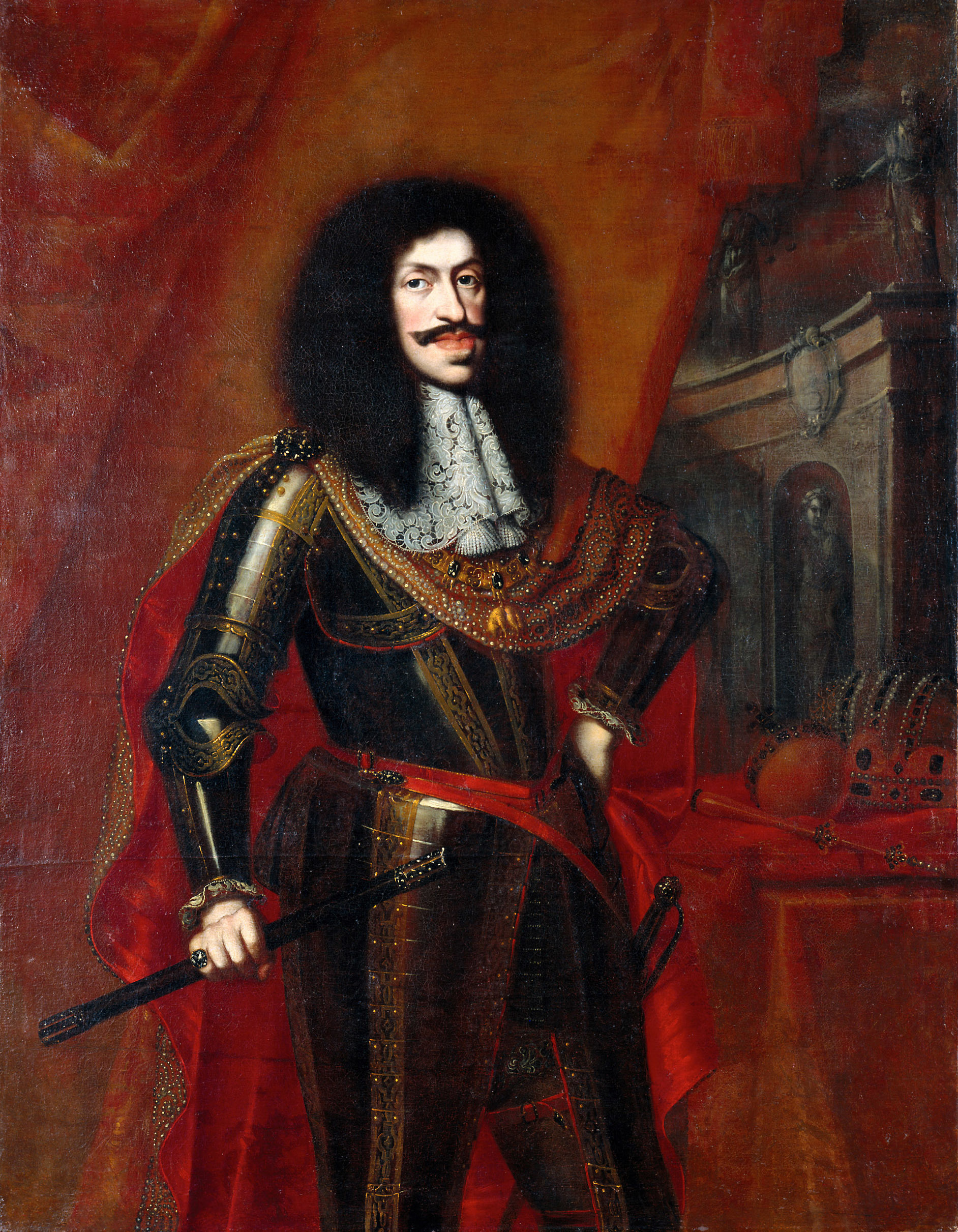
Kaiser Leopold I.
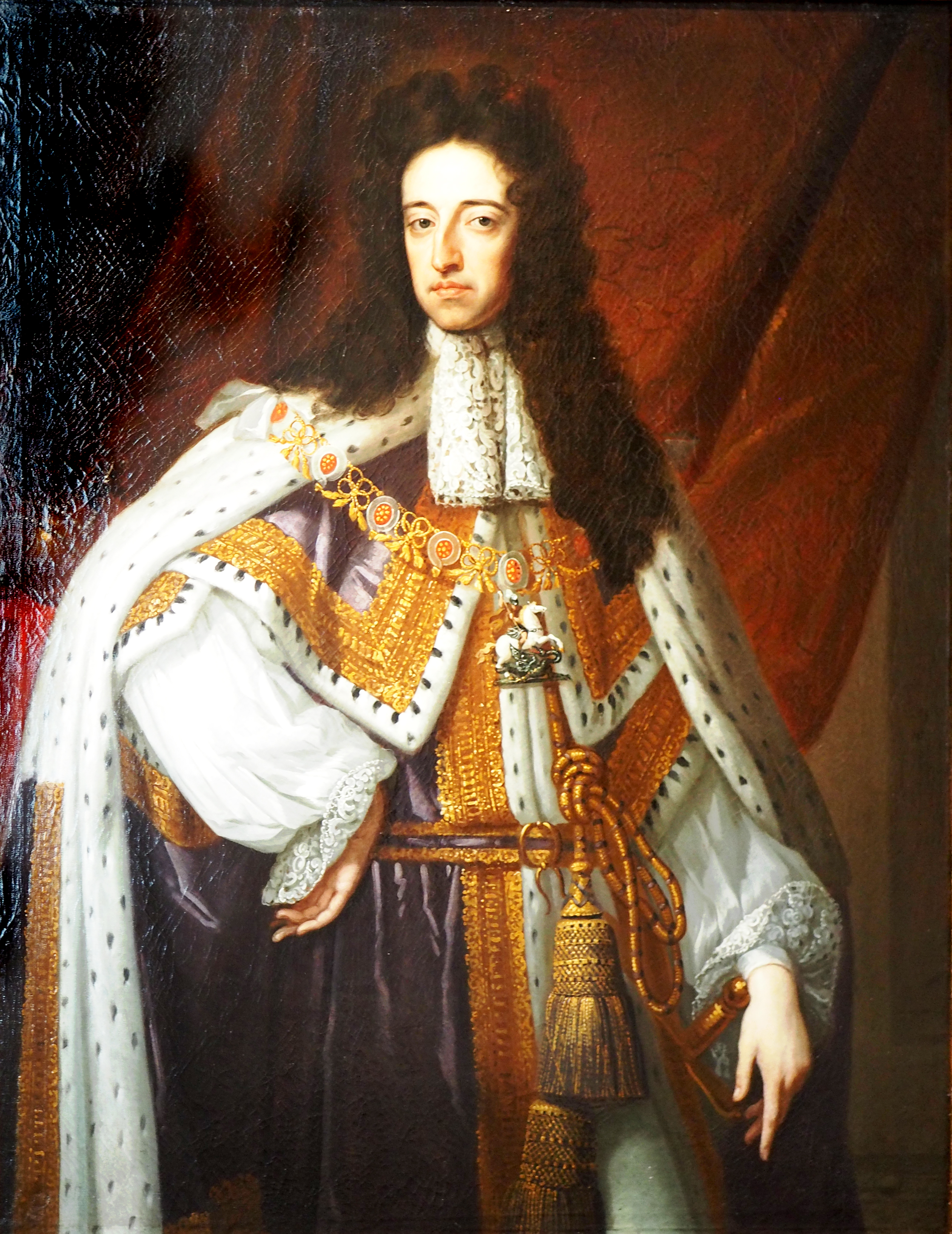
Wilhelm III. von Oranien als Statthalter der Niederlande und König von England, Schottland und Irland

In seiner militärischen Laufbahn wurde Karl Wilhelm zur Jahrhundertwende in einen Konflikt der europäischen Großmächte hineingezogen, dem sogenannten Spanischen Erbfolgekrieg (1701–1714). Am 1. November 1700 starb der aus der Habsburger-Dynastie stammende spanische König Karl II. Karl II. hatte in seinem Testament Philipp V. von Anjou, den Enkel seines Schwagers Ludwig XIV. von Frankreich, als Nachfolger festgelegt. Dynastisch sahen sich jedoch die österreichischen Habsburger unter Kaiser Leopold I. als einzig rechtmäßige Nachfolger auf dem spanischen Thron an. Nachdem Ludwig XIV. Philipp V. als spanischen König eingesetzt hatte und die spanische Besitzung Mailand in Besitz nahm, schickte Leopold I. eine Armee nach Oberitalien, mit der er den Spanischen Erbfolgekrieg begann. In der Haager Großen Allianz vom 7. September 1701 sicherte sich Österreich die militärische Unterstützung der Niederlande und Englands. Bei Ausbruch des Spanischen Erbfolgekrieges wurde Karl Wilhelm zum Generalwachtmeister der schwäbischen Kreistruppen ernannt, die zur Armee Ludwig Wilhelms von Baden-Baden gehörten. Im Juni 1702 nahm Karl Wilhelm an der Belagerung der französischen Festung Landau teil. Mit einem ihm unterstellten Infanterieregiment gelang es Karl Wilhelm unter Lebensgefahr einen Ausfall der französischen Besatzung zurückzuschlagen. Er erlitt dabei jedoch eine Schussverletzung am Kopf, die nur langsam heilen sollte. Trotz des gewagten Einsatzes war sein Anteil an der erfolgreichen Einnahme der Festung Landau eher gering.

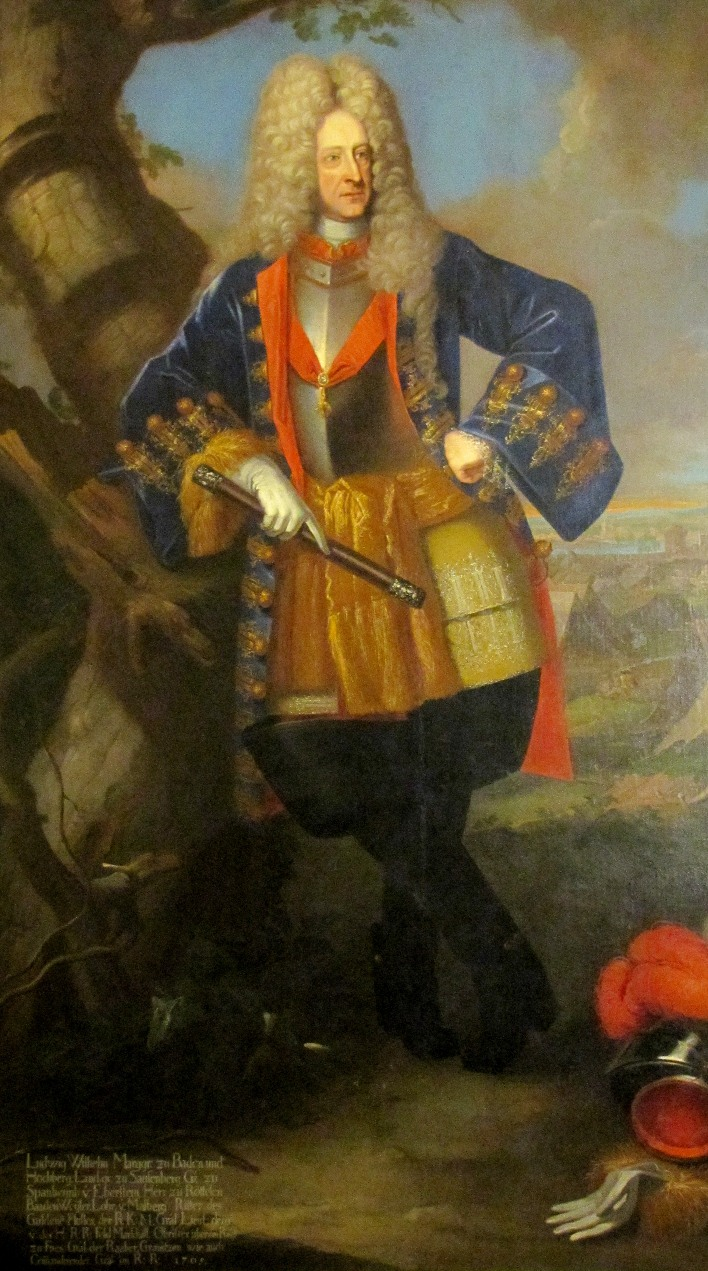
Der Oberbefehlshaber am Oberrhein: Ludwig Wilhelm von Baden-Baden

Wenige Tage nach der Eroberung von Landau veränderte sich die Kriegssituation erneut: Da der bayerische Kurfürst Maximilian II. Emanuel am 10. September 1702 ein Bündnis mit Ludwig XIV. einging, gerieten die beiden badischen Markgrafschaften (Baden-Baden und Baden-Durlach) zwischen Bayern und Frankreich in eine strategisch schwierige Position. Sollten die französischen Truppen Bayern erreichen, hätten sie es als Aufmarschraum Richtung Wien nutzen können. 

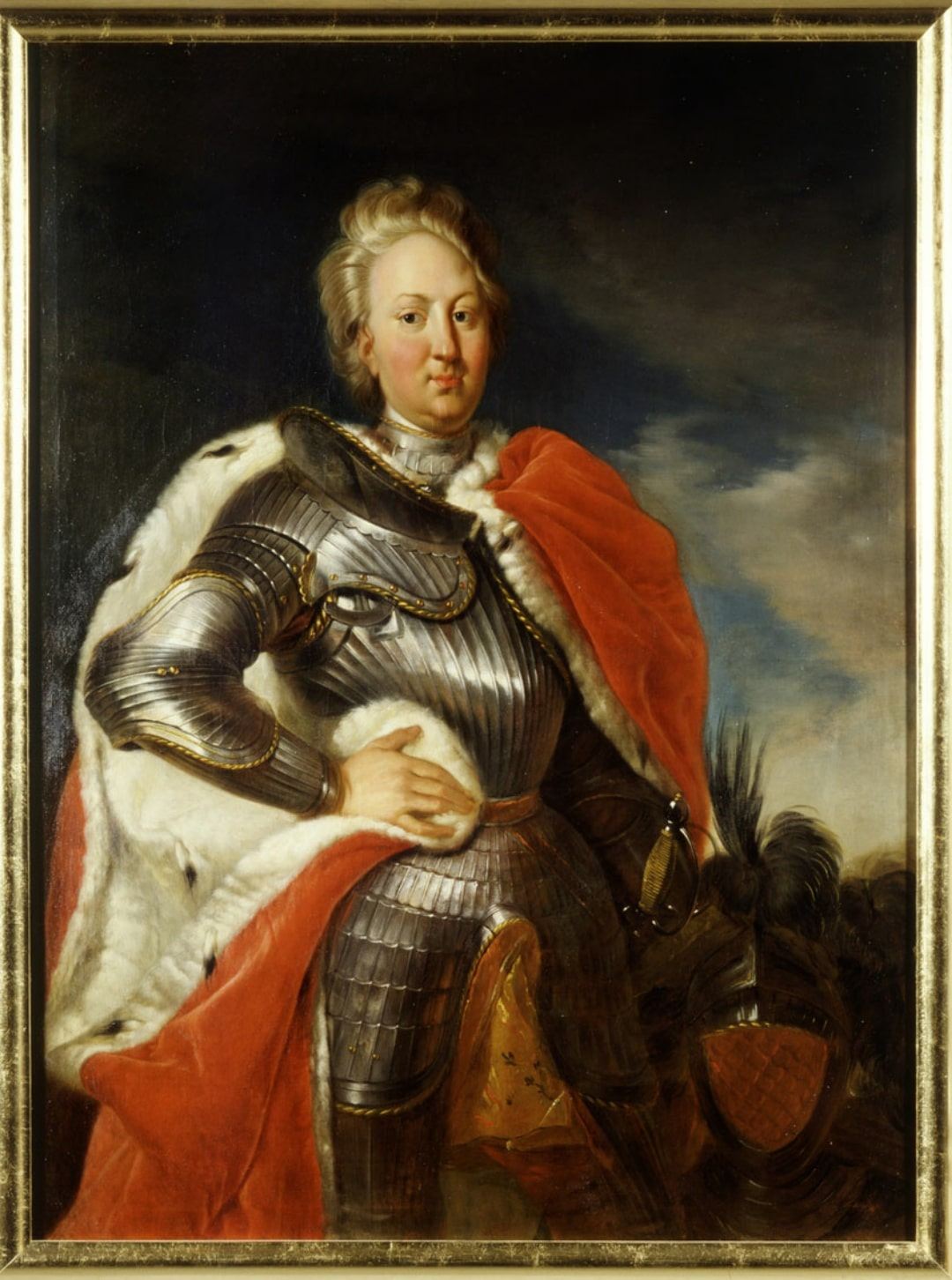
Markgraf Karl III. Wilhelm von Baden-Durlach, nach einem Gemälde von Johann Rudolf Huber

Der französische Marschall Claude-Louis-Hector de Villars setzte am 14. Oktober 1702 bei der Festung Hüningen über den Rhein. Karl Wilhelm kämpfte bei den Reichstruppen die ihn am Schwarzwaldübergang und an der Vereinigung mit den bayerischen Truppen hindern sollten in der Schlacht bei Friedlingen. Beide Parteien beanspruchten den Sieg, aber die Vereinigung von Franzosen und Bayern wurde verhindert. 
Am 20. September 1703 kämpfte Karl Wilhelm in der ersten Schlacht bei Höchstädt, wo er mit Leopold von Anhalt-Dessau den Rückzug der geschlagenen Truppen des Feldmarschalls Styrum deckte.
Für seine Verdienste wurde er zum kaiserlichen Generalfeldmarschalllieutenant befördert, ein Rang den ihm der schwäbische Kreis bereits nach der Schlacht bei Friedlingen zuerkannt hatte.
Im weiteren Kriegsverlauf kämpfte er 1704 unter Prinz Eugen von Savoyen in der zweiten Schlacht bei Höchstädt, wo er nur knapp dem Tode entging. Auch bei der weiteren Belagerung von Landau und der Verteidigung der Linie von Stollhofen tat sich Karl Wilhelm hervor und wurde 1705 zum Generalfeldzeugmeister befördert.
Nun operierte er mit Feldmarschall von Thüngen am Rhein und im Elsass. 1707 war er wieder bei der Verteidigung der Linie von Stollhofen aktiv. Seine militärischen Verdienste errang Karl Wilhelm in diesem Krieg, an dem er 1702–1709 aktiv als hochrangiger Offizier beteiligt war.
Im Jahr 1707 erlitt Karl Wilhelm eine zweite Verletzung in diesem Krieg. Er stürzte auf dem Exerzierplatz vom Pferd und zog sich einen Beinbruch zu, der ihn zunächst kampfunfähig machte. Als Karl Wilhelm an der Front die Nachricht vom Tod seines Vaters am 25. Juni 1709 erreichte, trat er sofort aus dem Militärdienst aus. Als Regent sollte er, was für seine Zeit sehr ungewöhnlich war, persönlich keine Truppe mehr kommandieren. Der Archäologe und Museumsleiter des Badischen Landesmuseums,  Eckart Köhne, geht davon aus, dass der Markgraf die spätere Residenzstadt Karlsruhe als den Ort konzipierte, in dem er sich von den Jahren des Spanischen Erbfolgekrieges „ausruhen“ wollte. Daher soll sich der Name „Carols Ruh“ und später Karlsruhe herleiten lassen. Auch die Ernennung zum kaiserlichen Generalfeldmarschall im Jahr 1715 durch Kaiser Karl VI. änderte nicht die Einstellung des Markgrafen zum Militär.

## Karl Wilhelm als Markgraf (1709–1738)

### Regierungsstil

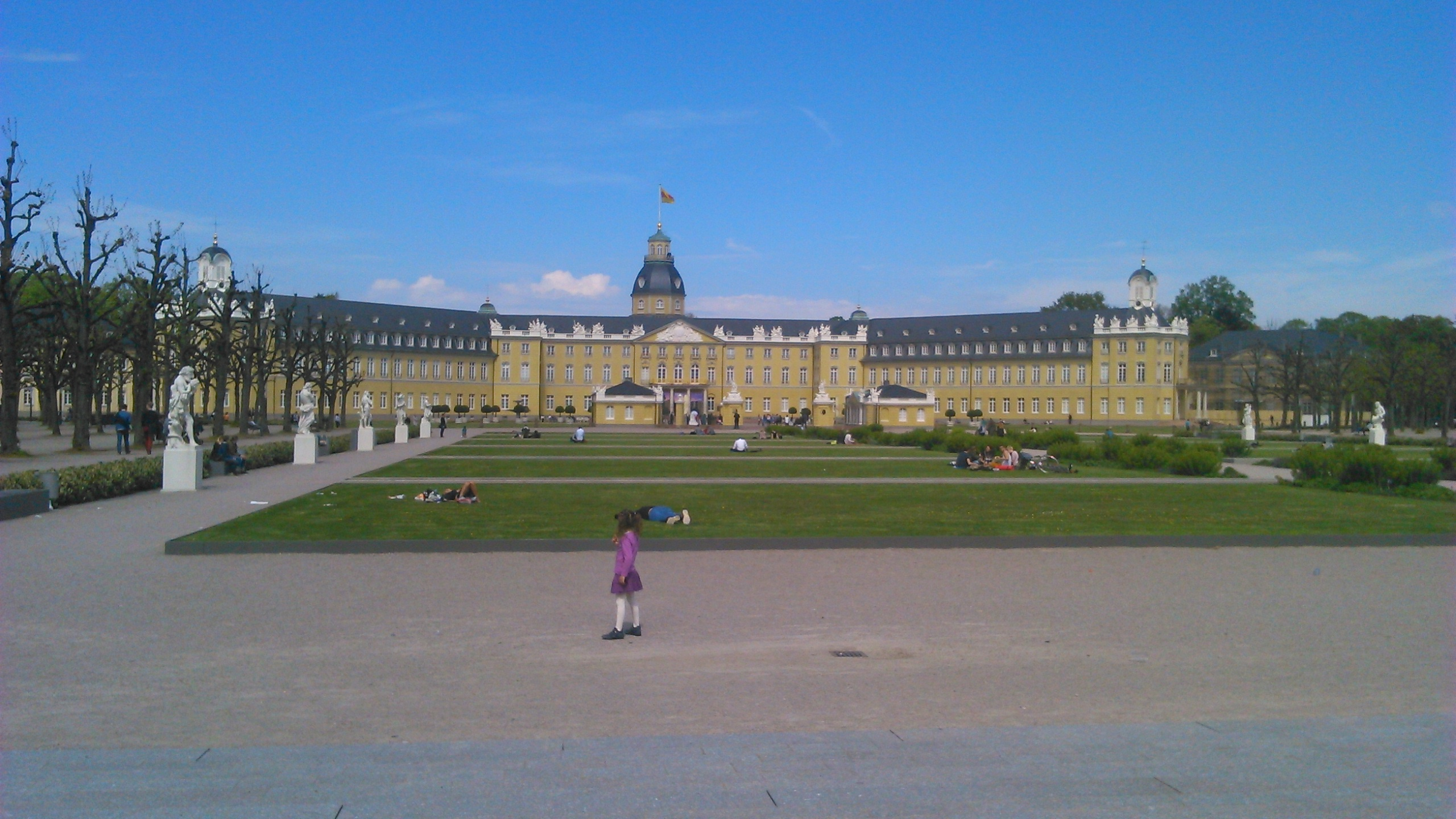
Frontansicht Schloss Karlsruhe Frühjahr 2016

Da in der Markgrafschaft Baden-Durlach weder Adel noch Bürgertum eine starke politische Position innehatten, konnte Karl Wilhelm innenpolitisch einen Herrschaftsanspruch ganz im Sinne des fürstlichen Absolutismus durchsetzen. Er vereinte die höchsten Staatsämter in seiner Person. Karl III. Wilhelm war zugleich höchster Richter, Minister und Gesetzgeber. Wegen seiner qualifizierten Erziehung und dem Besuch der Universität Utrecht verfügte Karl Wilhelm über gute Kenntnisse in der Rechtswissenschaft. Auch deshalb zeigen seine zahlreichen Aktenvermerke, mit welcher Gründlichkeit der Markgraf seine rechtlichen Befugnisse wahrnahm. Die noch bis 1714 andauernde Verwüstungen des Landes begünstigten einen bürokratischen Zentralismus des Staates. Im Verständnis der Zeit war der Staat nur durch die starke Hand des Souverän in der Lage, die durch den Krieg zerstörte wirtschaftliche, politische und rechtliche Ordnung wiederherzustellen. Ohne Unterschrift des Markgrafen konnte weder der Geheime Rat als oberstes gesetzgebendes Organ noch das Hofgericht als oberstes rechtsprechendes Organ seine Beschlüsse umsetzen. Zur Kontrolle der Beamtengremien diente auch die Einführung einer allgemeinen Audienz, die jede Woche stattfand und allen Untertanen offenstand.

### Reformierung der Verwaltung

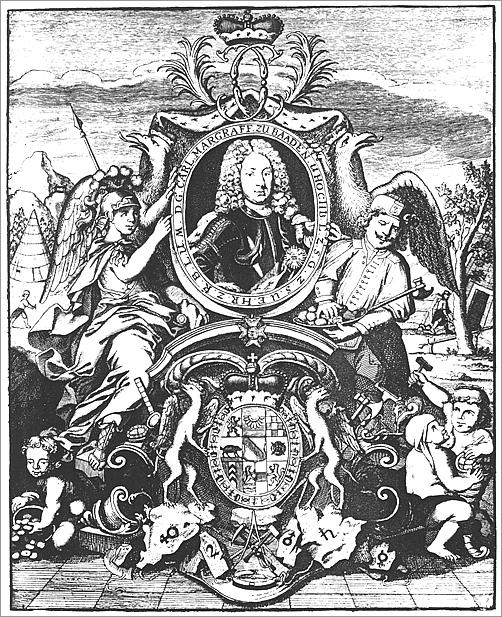
Markgraf Karl Wilhelm – Kupferstich von Andreas Reinhard – ca. 1720

Die in Kriegszeiten gestörte Kommunikation der Regenten – die oft im Basler Exil waren – mit der Landesverwaltung in Durlach und mit den in Ober- und Unterland weit auseinander liegenden Ämtern hatte zu einer Verselbständigung der Ämter und zur offenen Missachtung markgräflicher Anweisungen geführt. Die Beamtenschaft suchte ihren eigenen Vorteil, Korruption und Unterschlagung waren weit verbreitet, das Amt wurde oft nur als Nebenbeschäftigung wahrgenommen. 1709 und 1710 erließ der Markgraf Verordnungen, die absoluten Gehorsam ihm gegenüber verlangten: Bei jedem Amtsantritt oder nach Beförderung waren spezielle Diensteide zu schwören, die die zu erfüllenden Pflichten enthielten. Laufend waren Berichte an die vorgesetzten Stellen zu senden und mit Landesvisitationen wurden die Verhältnisse vor Ort geprüft.  Säumigkeit und Nachlässigkeit wurden mit Besoldungskürzungen bestraft. Korruption und Unterschlagung bekämpfte Karl III. Wilhelm mit harten Strafen, teils sogar mit der Todesstrafe. Während seiner Regierungszeit erließ er fünf so genannte „Schmieralienpatente“, mit der das Schmiergeldunwesen weitestgehend unterbunden werden konnte. Obwohl die Bezahlung der Beamten deutlich schlechter war als in den größeren Territorien (z. B. in Bayern) und deren Einkünfte durch Nebentätigkeiten beschnitten wurden, gelang Karl Wilhelm während seiner aktiven Regierungszeit (1709–1734) die Heranbildung eines ergebenen Beamtentums, was die Regierung seines Nachfolgers deutlich erleichterte.

### Der Sanierer
Karl Wilhelm fand 1709 ein Land vor, das stark verschuldet war und dessen Wirtschaftstätigkeit sich auf einem kümmerlichen Niveau befand. Sein Bestreben eine wirkliche Landesherrschaft – einen Staat – zu bilden erforderte die Sicherung von Einnahmen zur Finanzierung eines verlässlichen Staatsapparates (Beamtenschaft, Militär) und eine Entschuldung um eine Schmälerung seiner Herrschaft durch Verpfändungen zu vermeiden. Er folgte der merkantilistischen Grundströmung jener Zeit.
Während die beiden ersten Jahrzehnte seiner Regierung noch durch den Widerspruch allgemeiner Sparsamkeit (Bauten; Beamtenentlohnung) und eines speziellen Luxus (Mätressen; zoologischer und botanischer Garten) geprägt sind, wurde 1732 eine rigorose finanzpolitische Sanierung begonnen. Die einschneidenden Sparmaßnahmen betrafen nun neben den Beamten auch die Haushalte des fürstlichen Hauses; Steuergerechtigkeit erfasste alle Untertanen.
Zum Abbau der gewaltigen Schuldenlast wurden schon zu Beginn seiner Regierungszeit Verkaufsmonopole für Eisen, Salz und Tabak eingeführt. Diese Monopole wurden an Kaufleute verpachtet; flankierend wurden einerseits Maßnahmen zur Eindämmung eines lukrativen Schmuggelgeschäftes und andererseits Kontrollen zur Vermeidung eines Monopol-Missbrauchs durchgeführt.
Stempelsteuer, Akzise, Taxen, Sporteln, Fron, Judenschutzgeld zeugen davon, dass fiskalischer Einfallsreichtum bereits eine lange Tradition hat. Da die Vermögenssteuer als fester monatlicher Betrag festgelegt war, wurden die Steuereinnahmen einfach durch die Aufteilung des Jahres in 18 (und später sogar 20 Fiskalmonate) erhöht.
Karl Wilhelm führte auch eine Frühform der Budgetierung ein um das Steueraufkommen frühzeitig den absehbaren Ausgaben anzupassen. Für 1732 ist ein Haushaltsvolumen von ca. 300.000 fl. überliefert. In diesem Rahmen stellt eine Schuldentilgung von ca. 1 Mio. fl. in den ersten 15 Jahren eine beachtliche Leistung dar. Von 1732 bis zum Regierungsantritt seines Enkels Karl Friedrich (1746) wurden nicht nur nochmals 0,8 Mio. fl. getilgt, sondern auch noch ein Vermögen von ca. 0,9 Mio. fl. angesammelt – damit wurde die finanzwirtschaftliche Basis für die Reformen Karl Friedrichs gelegt.

### Der Wirtschaftsförderer

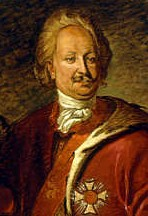
Markgraf Karl III. Wilhelm von Baden-Durlach, Ausschnitt eines Gemäldes, 20. Jh.? (Landesmedienzentrum Baden-Württemberg).

Angeregt durch das Beispiel Englands und Frankreichs wollte Karl Wilhelm auch den Industriesektor in seinem Lande entwickeln, wobei er nicht bedachte, dass das hierzu nötige Unternehmertum und eine ausgebildete Industriearbeiterschaft völlig fehlten. Seine Versuche durch Förderung und Protektionismus Industriebetriebe zu schaffen und zu erhalten, mussten so über kurz oder lang scheitern. Nach den ernüchternden Erfahrungen wandte sich Karl Wilhelm der Volkserziehung zu.
Bereits 1718 war in Pforzheim ein Landeswaisenhaus eröffnet worden. Karl Wilhelm gründete eine Zeugmacher-Fabrik in der die Insassen beschäftigt, zur Arbeit erzogen und ausgebildet wurden. Die Tätigkeit und der durch die Einrichtung betreute Personenkreis wurden weiter ausgedehnt, so dass in der Blütezeit ca. 250 Personen beschäftigt wurden. Letztlich scheiterte dieser Versuch an Missmanagement und nicht marktgerechten Produkten und Preisen. Gleichwohl ist in dem Grundgedanken der Institution ein Wegbereiter der obligatorischen Gewerbeschule zu sehen.
Nachdem Karl Wilhelm zu Beginn seiner Regierungszeit den Transithandel zwischen Frankfurt und Basel durch überhöhte Zölle und administrative Schikanen auf die linke Rheinseite drängte, korrigierte er dies später und investierte auch in die Verbesserung des Straßennetzes. Der baden-durlachische Export beschränkte sich auf Wein und Getreide, die Importe wurden durch protektionistische Maßnahmen behindert und der Binnenhandel war in der Hand der Juden, da andere Bevölkerungsschichten den Handel als etwas Unreelles betrachteten.
Die Bewirtschaftungsmethoden in der Landwirtschaft waren rückständig und die Produktion wurde durch die Frondienste stark behindert. Karl Wilhelm verfügte die zwangsweise Einführung des Kartoffel- und Tabakanbaus. Die Rekultivierung von im Krieg zerstörten Weinbergen wurde gefördert und eine staatliche Bevorratung von Getreide beugte extremen Preissteigerungen nach Missernten vor.
Insgesamt war die Wirtschaftspolitik Karl Wilhelms geprägt von Aktionismus, die vielfältigen Initiativen zeugen jedoch von Kreativität und die gemachten Erfahrungen waren für die Reformen seines Enkels nützlich.

### Tod

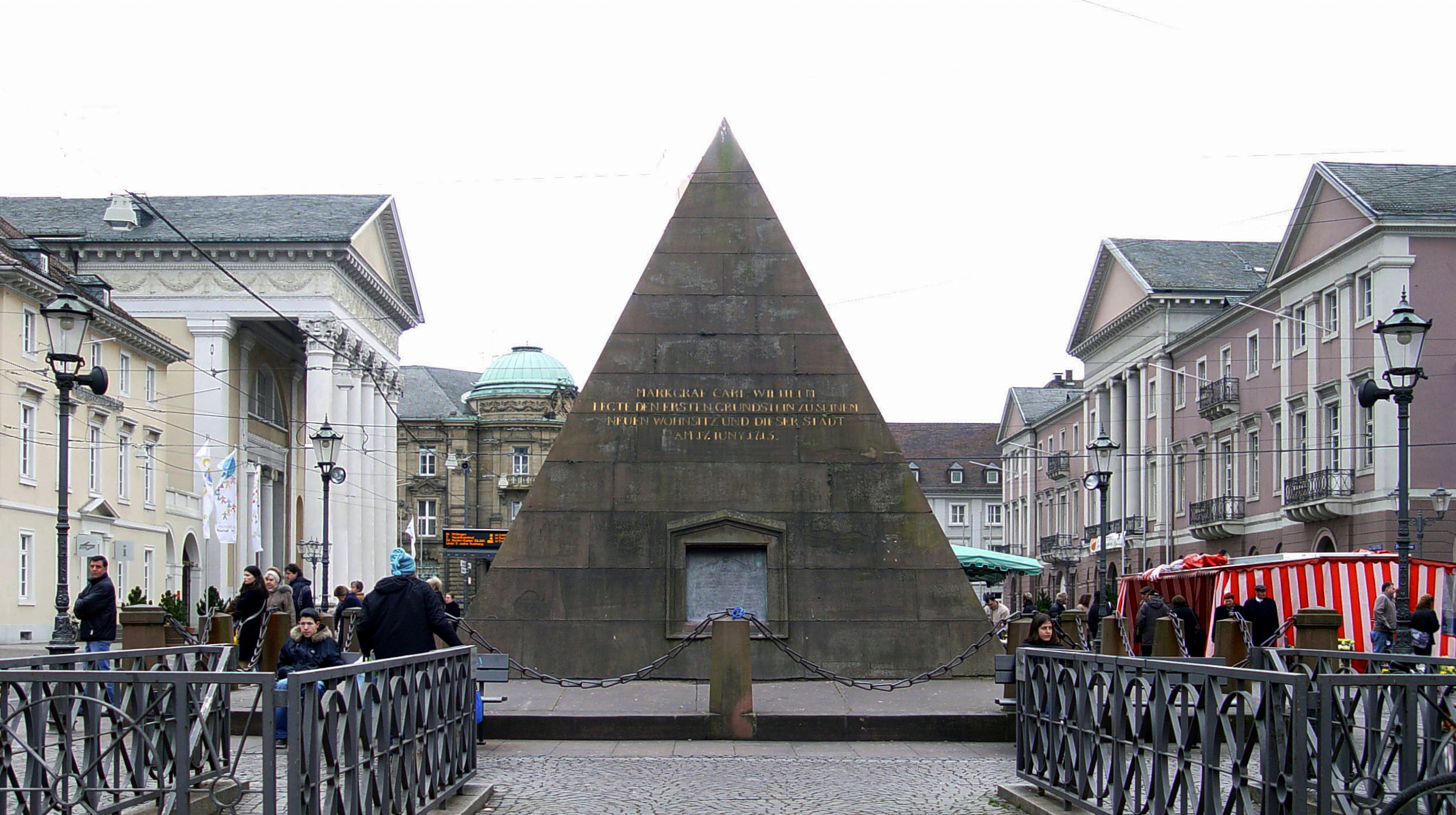
Pyramide am Marktplatz

Am 12. Mai 1738 verstarb der Markgraf frühmorgens im Schloss, vermutlich an einem Herzinfarkt. Ein Miniatur-Aquarell des Hofmalers Johann Ziegler zeigt Karl III. Wilhelm auf dem Totenbett. Sein Leichnam wurde nach seinem letzten Willen in der Gruft der Konkordienkirche beigesetzt. Noch heute zeigt die Pyramide am Marktplatz die Stelle, unter der sich die Gruft mit den Gebeinen des Markgrafen befindet. Seine Eingeweide und das Herz wurden entnommen und in der Gruft der Pforzheimer Schlosskirche bestattet. Die Herzkapsel, die auf dem Sarg seiner Witwe deponiert wurde, ist inzwischen verschollen.
Da sein einziger Sohn Friedrich bereits 1732, also noch zu Karls III. Lebzeiten verstorben war, wurde sein Enkel Karl Friedrich zu seinem Nachfolger als Markgraf ernannt. Dieser war jedoch zu diesem Zeitpunkt erst 10 Jahre alt, so dass eine Vormundschaftsregierung unter Prinz Karl August von Baden-Durlach vorläufig die Amtsgeschäfte übernahm.

### Verwirrung um das Geburtsdatum
Auf der Pyramide ist als Geburtsdatum fälschlich der 18. Januar 1679 angegeben. Karl wurde am 17. Januarjul. / 27. Januar 1679greg. geboren. Sein Name war von Karl dem Großen abgeleitet und so feierte er dessen Todestag, den 28. Januar (Karlsfest) als seinen Namenstag. Im Jahre 1700 erfolgte auch in der Markgrafschaft Baden-Durlach die Umstellung auf den gregorianischen Kalender, dem 18. Februar folgte sogleich der 1. März 1700. Der nächste Geburtstag des Markgrafen war nun am 27. Januar und damit am Karlsfest, das weiterhin am 28. Januar gefeiert wurde. Geburtstag und Namenstag fielen damit für den Markgrafen auf einen Tag. Beim Entwurf des Schriftzugs für die Pyramide wurden fälschlich nur 10 Tage statt 11 Tage abgezogen um das julianische Geburtsdatum zu errechnen, da die 10 Tage Differenz bis zum Jahr 1700 gültig waren. 1700 war dann nach dem julianischen Kalender ein Schaltjahr. Nach dem gregorianischen Kalender war 1700 jedoch kein Schaltjahr, so dass sich die Differenz auf 11 Tage erhöhte.

## Kultur und Wissenschaft

### Gründung von Karlsruhe

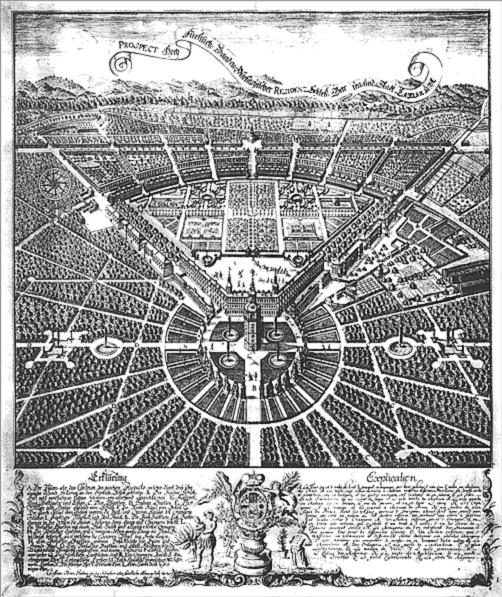
Karlsruhe mit seinen Gartenanlagen im Jahre 1739 – Originalzeichnung von Christian Thran

Nach der Erbteilung der Markgrafschaft Baden 1535 wurde zunächst Pforzheim die Residenzstadt der Ernestischen Linie (später Haus Baden-Durlach). 1565 verlegte Markgraf Karl II. von Baden-Durlach die Residenz aus unbekannten Gründen nach Durlach und erweiterte das schon bestehende Jagdschloss seines Vaters Ernst bzw. baute es um. Dieses nun „Karlsburg“ genannte Schloss wurde 1689 im Pfälzischen Erbfolgekrieg von französischen Truppen niedergebrannt.
1698 begann Markgraf Friedrich Magnus nach seiner Rückkehr aus dem Basler Exil den Wiederaufbau, wobei die sich erneut verschlechternde wirtschaftliche Lage infolge des 1701 ausbrechenden Spanischen Erbfolgekrieges den weiteren Aufbau zum Erliegen brachte. 1703 wurden die Arbeiten eingestellt, nachdem erst zwei Schlossflügel fertig gestellt waren.
Karl Wilhelm entschloss sich, in dem in der Ebene gelegenen Hardtwald eine neue Residenz zu bauen. Um die Beweggründe und die Ortswahl ranken sich Legenden. Nebst Querelen mit der Durlacher Bürgerschaft, hat wohl sein Streben, sich aus der Enge der Stadt und der Nähe zu seiner ungeliebten Frau zu lösen, seinen Entschluss gefördert. Am 17. Juni 1715 wurde der Grundstein für das neue Schloss gelegt. Der zentrale Bau des Schlosses und der ganzen Residenzstadt wurde der so genannte Bleiturm.
Von diesem Turm – in der Mitte des Schlosses – ausgehend begannen 32 Alleen, die sich wie die Markierungen einer Windrose gleichförmig nach allen Seiten entfernten. Dieser Grundriss prägt noch heute die „Fächerstadt“ Karlsruhe.
Der Bau von Schloss und Stadt wurde zügig vorangetrieben und schon am 5. Juli 1717 fand die erste Audienz im neuen Schloss statt., 1718 war der Hof umgezogen und 1719 waren auch alle Hofbeamten auf Aufforderung Karl Wilhelms nach Karlsruhe umgezogen. Die rasche Umsetzung und die Geldknappheit bedingten, dass die Gebäude – bis auf den Bleiturm – in Holz ausgeführt wurden.
Zur Förderung des Zuzugs sagte Karl Wilhelm am 24. September 1715 in einem Gnadenbrief den Bürgern der Stadt rechtliche, religiöse und finanzielle Privilegien zu. Bereits 1719 hatte Karlsruhe 2.000 Einwohner.

### Der Tulpenfreund

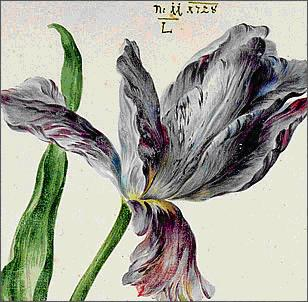
Tulpen-Aquarell aus dem Karlsruher Tulpenbuch um 1730

Karl Wilhelm zeigte aber auch eine gänzlich andere Seite als Blumenenthusiast. Bereits im Schlossgarten der Karlsburg in Durlach legte er eine beachtliche Blumensammlung an – ein 1713 erstellter Katalog listet 2121 Blumensorten auf, wobei die Tulpenarten mit 1163 Varietäten dominierten. Die Blumen bezog er hauptsächlich aus Holland, wohin er 1711, 1723 und 1729 Reisen unternahm.
Nebst Blumen ließ Karl Wilhelm auch viele exotische Bäume anpflanzen. In den Gärten von Durlach und Karlsruhe wurden fast 7.000 Orangenbäume gezählt.
Im Karlsruher Schlossgarten wurden 1733 fast 5.000 Tulpenarten registriert, wobei von den meisten Arten nur zwischen 10 und 100 Zwiebeln vorhanden waren – einige Arten hatten sich jedoch explosionsartig vermehrt und es wurden bei vier Arten zwischen 10.000 und 84.000 Stück erfasst.
Die Gartenanlagen belasteten die Finanzen des kleinen Landes erheblich – seltene Tulpenzwiebeln kosteten leicht den halben Jahreslohn eines Dienstboten.
Karl Wilhelm war auch selbst in den Gartenanlagen tätig und ließ sich darüber hinaus von seinen Gärtnern genau Bericht erstatten über das Wachstum und Gedeihen der Pflanzen.

Der Markgraf ließ die vielfältigen Pflanzen seines „botanischen Gartens“ auch durch Maler wirklichkeitsgetreu dokumentieren, er hinterließ mindestens 6.000 Pflanzenaquarelle. Die größte Bekanntheit erreichten die vermutlich 5.300 Aquarelle, die in den so genannten Tulpenbüchern zusammengefasst waren. Heute sind nur noch vier Bände existent, da bei einem Brand in der Badischen Landesbibliothek 1942 der Großteil der Sammlung vernichtet wurde. Das Eigentum an den je zwei Tulpenbüchern der Landesbibliothek und des Badischen Generallandesarchivs wurde erst 2009 im Rahmen der Einigung zwischen dem Land Baden-Württemberg und dem Haus Baden geklärt, wobei das Land die Bücher erwarb.

### Sonstiges
Das von ihm zwischen 1719 und 1728 unterhalb der Barbarakapelle in Langensteinbach errichtete Badegebäude war im 18. Jahrhundert weit über die Grenzen hinaus als Fürstenbad berühmt und 1971 Anlass für die Namensgebung der Gemeinde Karlsbad. 1726 ließ Karl III. Wilhelm auf dem Gelände ebenfalls ein Armen- und Waisenbad erbauen. Die gesamte Kuranlage verfügte über 63 Gästezimmer, 14 beheizbare Appartements, rund 100 Bäder, eine Trinkhalle, zwei Speisesäle und mehrere Räume, die der Zerstreuung dienten.
Karl III. Wilhelm fungierte ab 1722 als Vormund der minderjährigen Grafen Friedrich Magnus von Leiningen-Dagsburg-Hardenburg (1703–1756) und Karl Ludwig von Leiningen-Dagsburg-Emichsburg (1704–1747), Söhne seiner Schwester Katharina (1677–1746).
Karl Wilhelm war für seinen ausschweifenden Lebensstil bekannt. „An Höhe der Zahl von Mätressen – denn anders kann man die im Bleiturm des Schlosses wohnenden Kammermädchen nicht nennen – stand wohl der Karlsruher Hof oben an.“ Schon 1696 soll sich Karl Wilhelm bei einem Besuch in Stockholm mit seiner angeblich lockeren Lebensweise um die Chance auf den schwedischen Thron gebracht haben, da spätere Geschichtsschreiber glaubten, eine Ehe mit Hedwig Sophie, der Tochter des Königs Karl XI., sei am schwedischen Hof in Betracht gezogen worden. Doch standen einer Heirat wohl eher die zu geringen Ressourcen der kleinen und durch die Kriege völlig ausgebluteten Markgrafschaft Baden-Durlach im Wege, die einer königlichen Prinzessin keinen adäquaten Lebensstil garantieren konnten.

## Vorfahren
|  |                                                                |  |  |  |  |  |  |  |  |  |  |  |  |
|  | Friedrich V. Markgraf von Baden-Durlach (1594–1659)            |  |  |  |  |  |  |  |  |  |  |  |  |
|  |                                                                |  |  |  |  |  |  |  |  |  |  |  |  |
|  |                                                                |  |  |  |  |  |  |  |  |  |  |  |  |
|  | Friedrich VI. Markgraf von Baden-Durlach (1617–1677)           |  |  |  |  |  |  |  |  |  |  |  |  |
|  |                                                                |  |  |  |  |  |  |  |  |  |  |  |  |
|  |                                                                |  |  |  |  |  |  |  |  |  |  |  |  |
|  | Barbara von Württemberg (1593–1627)                            |  |  |  |  |  |  |  |  |  |  |  |  |
|  |                                                                |  |  |  |  |  |  |  |  |  |  |  |  |
|  |                                                                |  |  |  |  |  |  |  |  |  |  |  |  |
|  | Friedrich VII. Magnus Markgraf von Baden-Durlach (1647–1709)   |  |  |  |  |  |  |  |  |  |  |  |  |
|  |                                                                |  |  |  |  |  |  |  |  |  |  |  |  |
|  |                                                                |  |  |  |  |  |  |  |  |  |  |  |  |
|  | Johann Kasimir von Pfalz-Zweibrücken-Kleeburg (1589–1652)      |  |  |  |  |  |  |  |  |  |  |  |  |
|  |                                                                |  |  |  |  |  |  |  |  |  |  |  |  |
|  |                                                                |  |  |  |  |  |  |  |  |  |  |  |  |
|  | Christine Magdalena von Pfalz-Zweibrücken-Kleeburg (1616–1662) |  |  |  |  |  |  |  |  |  |  |  |  |
|  |                                                                |  |  |  |  |  |  |  |  |  |  |  |  |
|  |                                                                |  |  |  |  |  |  |  |  |  |  |  |  |
|  | Katharina Wasa von Schweden (1584–1638)                        |  |  |  |  |  |  |  |  |  |  |  |  |
|  |                                                                |  |  |  |  |  |  |  |  |  |  |  |  |
|  |                                                                |  |  |  |  |  |  |  |  |  |  |  |  |
|  | Karl III. Wilhelm Markgraf von Baden-Durlach                   |  |  |  |  |  |  |  |  |  |  |  |  |
|  |                                                                |  |  |  |  |  |  |  |  |  |  |  |  |
|  |                                                                |  |  |  |  |  |  |  |  |  |  |  |  |
|  | Johann Adolf von Schleswig-Holstein-Gottorf (1575–1616)        |  |  |  |  |  |  |  |  |  |  |  |  |
|  |                                                                |  |  |  |  |  |  |  |  |  |  |  |  |
|  |                                                                |  |  |  |  |  |  |  |  |  |  |  |  |
|  | Friedrich III. von Schleswig-Holstein-Gottorf (1597–1659)      |  |  |  |  |  |  |  |  |  |  |  |  |
|  |                                                                |  |  |  |  |  |  |  |  |  |  |  |  |
|  |                                                                |  |  |  |  |  |  |  |  |  |  |  |  |
|  | Augusta von Dänemark (1580–1639)                               |  |  |  |  |  |  |  |  |  |  |  |  |
|  |                                                                |  |  |  |  |  |  |  |  |  |  |  |  |
|  |                                                                |  |  |  |  |  |  |  |  |  |  |  |  |
|  | Augusta Maria von Schleswig-Holstein-Gottorf (1649–1728)       |  |  |  |  |  |  |  |  |  |  |  |  |
|  |                                                                |  |  |  |  |  |  |  |  |  |  |  |  |
|  |                                                                |  |  |  |  |  |  |  |  |  |  |  |  |
|  | Johann Georg I. Kurfürst von Sachsen (1585–1656)               |  |  |  |  |  |  |  |  |  |  |  |  |
|  |                                                                |  |  |  |  |  |  |  |  |  |  |  |  |
|  |                                                                |  |  |  |  |  |  |  |  |  |  |  |  |
|  | Maria Elisabeth von Sachsen (1610–1684)                        |  |  |  |  |  |  |  |  |  |  |  |  |
|  |                                                                |  |  |  |  |  |  |  |  |  |  |  |  |
|  |                                                                |  |  |  |  |  |  |  |  |  |  |  |  |
|  | Magdalena Sibylle von Preußen (1586–1659)                      |  |  |  |  |  |  |  |  |  |  |  |  |
|  |                                                                |  |  |  |  |  |  |  |  |  |  |  |  |
|  |                                                                |  |  |  |  |  |  |  |  |  |  |  |  |

## Ausstellungen
- Große Landesausstellung Karl Wilhelm 1679–1738 im Badischen Landesmuseum, 9. Mai bis 18. Oktober 2015, Kuratorin: Jacqueline Maltzahn-Redling